# 2000-es Formula–1 brit nagydíj
A brit nagydíj volt a 2000-es Formula–1 világbajnokság negyedik futama, amelyet 2000. április 23-án rendeztek meg az angliai Silverstone-ban.

## Futam
|    | Rsz. | Versenyző             | Csapat             | Körök | Idő/Kiesések | Start | Pontok |
| -- | ---- | --------------------- | ------------------ | ----- | ------------ | ----- | ------ |
| 1  | 2    | David Coulthard       | McLaren-Mercedes   | 60    | 28:50.1      | 4     | 10     |
| 2  | 1    | Mika Häkkinen         | McLaren-Mercedes   | 60    | 1.477        | 3     | 6      |
| 3  | 3    | Michael Schumacher    | Ferrari            | 60    | 19.917       | 5     | 4      |
| 4  | 9    | Ralf Schumacher       | Williams-BMW       | 60    | 41.312       | 7     | 3      |
| 5  | 10   | Jenson Button         | Williams-BMW       | 60    | 57.759       | 6     | 2      |
| 6  | 6    | Jarno Trulli          | Jordan-Mugen-Honda | 60    | +1:19.273    | 11    | 1      |
| 7  | 11   | Giancarlo Fisichella  | Benetton-Playlife  | 59    | +1 Kör       | 12    |        |
| 8  | 17   | Mika Salo             | Sauber-Petronas    | 59    | +1 kör       | 18    |        |
| 9  | 12   | Alexander Wurz        | Benetton-Playlife  | 59    | +1 Kör       | 20    |        |
| 10 | 14   | Jean Alesi            | Prost-Peugeot      | 59    | +1 Kör       | 15    |        |
| 11 | 16   | Pedro Diniz           | Sauber-Petronas    | 59    | +1 Kör       | 13    |        |
| 12 | 8    | Johnny Herbert        | Jaguar-Cosworth    | 59    | +1 Kör       | 14    |        |
| 13 | 7    | Eddie Irvine          | Jaguar-Cosworth    | 59    | +1 Kör       | 9     |        |
| 14 | 20   | Marc Gené             | Minardi-Fondmetal  | 59    | +1 Kör       | 21    |        |
| 15 | 21   | Gaston Mazzacane      | Minardi-Fondmetal  | 59    | +1 Kör       | 22    |        |
| 16 | 22   | Jacques Villeneuve    | BAR-Honda          | 56    | Váltó        | 10    |        |
| 17 | 5    | Heinz-Harald Frentzen | Jordan-Mugen-Honda | 54    | Váltó        | 2     |        |
| Ki | 15   | Nick Heidfeld         | Prost-Peugeot      | 51    | Motor        | 17    |        |
| Ki | 23   | Ricardo Zonta         | BAR-Honda          | 36    | Kicsúszás    | 16    |        |
| Ki | 4    | Rubens Barrichello    | Ferrari            | 35    | Hidraulika   | 1     |        |
| Ki | 18   | Pedro de la Rosa      | Arrows-Supertec    | 26    | Elektronika  | 19    |        |
| Ki | 19   | Jos Verstappen        | Arrows-Supertec    | 20    | Elektronika  | 8     |        |

## A világbajnokság élmezőnyének állása a verseny után
| H  | Versenyzők         | Pont | H  | Konstruktőrök      | Pont |
| -- | ------------------ | ---- | -- | ------------------ | ---- |
| 1. | Michael Schumacher | 34   | 1. | Ferrari            | 43   |
| 2. | David Coulthard    | 14   | 2. | McLaren-Mercedes   | 26   |
| 3. | Mika Häkkinen      | 12   | 3. | Williams-BMW       | 12   |
| 4. | Rubens Barrichello | 9    | 4. | Benetton-Playlife  | 8    |
| 5. | Ralf Schumacher    | 9    | 5. | Jordan-Mugen-Honda | 8    |

## Statisztikák
Vezető helyen:
- Rubens Barrichello: 33 (1-30 / 33-35)
- David Coulthard: 21 (31-32 / 42-60)
- Michael Schumacher: 3 (36-38)
- Heinz-Harald Frentzen: 3 (39-41)

David Coulthard 7. győzelme, Rubens Barrichello 2. pole-pozíciója, Mika Häkkinen 15. leggyorsabb köre.
- McLaren 124. győzelme.

Heinz-Harald Frentzen 100. versenye.